# Lamia (stad)

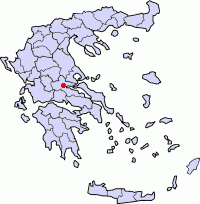
Lamias läge i Grekland.

Lamia (gr. Λαμία) är huvudstad i den grekiska prefekturen Fthiotis i regionen Grekiska fastlandet. År 1991 hade staden 55 445 invånare. Lamia ligger vid södra foten av berget Othrys, 8 kilometer från Lamiaviken (Maliska viken), och är mest bekant genom det efter staden uppkallade lamiska kriget. Den viktiga motorvägen på E75 går förbi Lamia. Under osmanskt välde och även senare kallades staden Zituni eller Isdin, men har nu återfått sitt gamla namn. Med sitt högt belägna citadell behärskar Lamia Furkapasset och därmed vägen till Thessalien.

## Kända personer
- Niki Bakoyianni (1968-) höjdhoppare
- Athanasios Diakos (1788–1821) grekisk militär som dog i Lamia
- Thanos Leivaditis (1934–2005) skådespelare
- Ilias Tsirimokos (1907–1968) före detta premiärminister i Grekland
- Aris Velouchiotis (1905–1945) ledare inom motståndsrörelsen under Andra världskriget

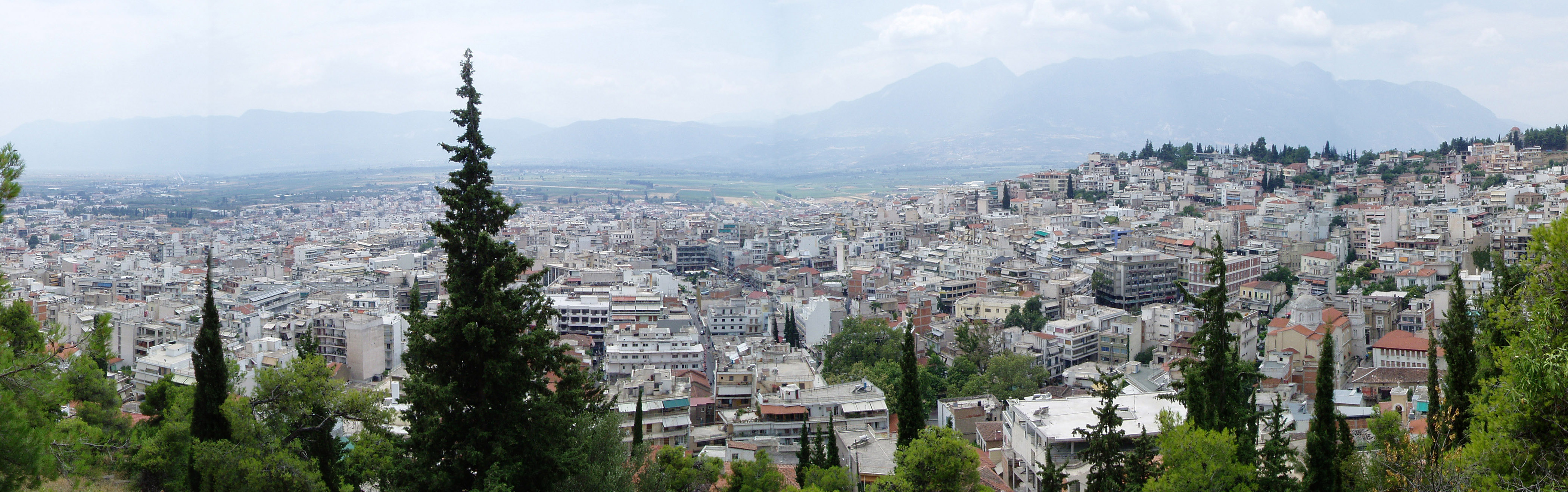
Vy över Lamia